# Resolució 172 del Consell de Seguretat de les Nacions Unides
La Resolució 172 del Consell de Seguretat de les Nacions Unides, aprovada per unanimitat el 26 de juliol de 1962, després d'examinar l'aplicació de Ruanda per a ser membre de les Nacions Unides, el Consell va recomanar a l'Assemblea general que Ruanda fos admesa.